# Gladiatorengattungen

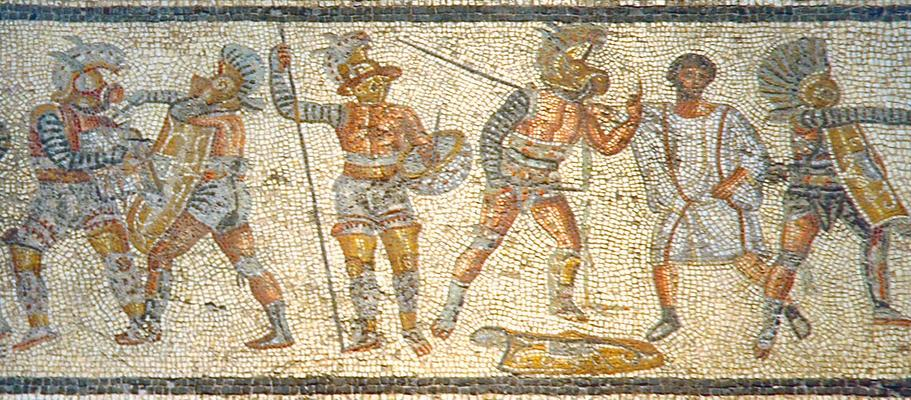
Darstellung verschiedener Gladiatorengattungen auf einem Mosaik (Leptis Magna, ca. 80–100 v. Chr.)

In den römischen Arenen kämpften eine Reihe unterschiedlicher Gladiatorengattungen, die sich im Laufe der Jahrhunderte entwickelten. Der Reiz der Kämpfe lag auch darin, unterschiedliche Gladiatorengattungen gegeneinander antreten zu lassen. Ursprung und Ablauf der Gladiatorenkämpfe sind im Artikel Gladiator beschrieben.
Die meisten Kenntnisse über die Waffen der Gladiatoren sind den Ausgrabungen in Pompeji zu verdanken, wo viele Ausrüstungsgegenstände aus einer Gladiatorenkaserne gefunden wurden, die heute im Museo Archeologico Nazionale in Neapel aufbewahrt werden. Ergänzt werden die Kenntnisse durch erhalten gebliebene kleine Statuetten und Darstellungen von Gladiatoren auf Grabsteinen, Fresken, Reliefs, Mosaiken und Öllampen.

## Die ursprüngliche Ausrüstung
Die ersten Gladiatoren, welche bei Totenfeierlichkeiten oder bei Begräbnissen vornehmer Römer auftraten und nach dem Scheiterhaufen bustum auch noch bustuarii genannt wurden, hatten noch eine einfache Ausrüstung. Jeder trug einen Schild, ein Schwert und war durch Helm und Beinschienen geschützt. Im Laufe der Jahrhunderte entwickelten sich mehrere Gladiatorengattungen, die sich in ihrer Ausrüstung und Kampfweise erheblich voneinander unterschieden.

## Die Gattungen der republikanischen Zeit
Die frühen Gladiatorengattungen dürften in der republikanischen Zeit mit ähnlichen Waffen gekämpft haben wie die von Rom besiegten Völker, auf deren Namen sich die einzelnen Gattungen beziehen. Später jedoch musste beispielsweise ein als Gallier kämpfender Gladiator nicht mehr unbedingt aus Gallien kommen. Die genaue Ausrüstung dieser frühen Gattungen ist aufgrund der Quellenlage unklar und kann nur vermutet werden.

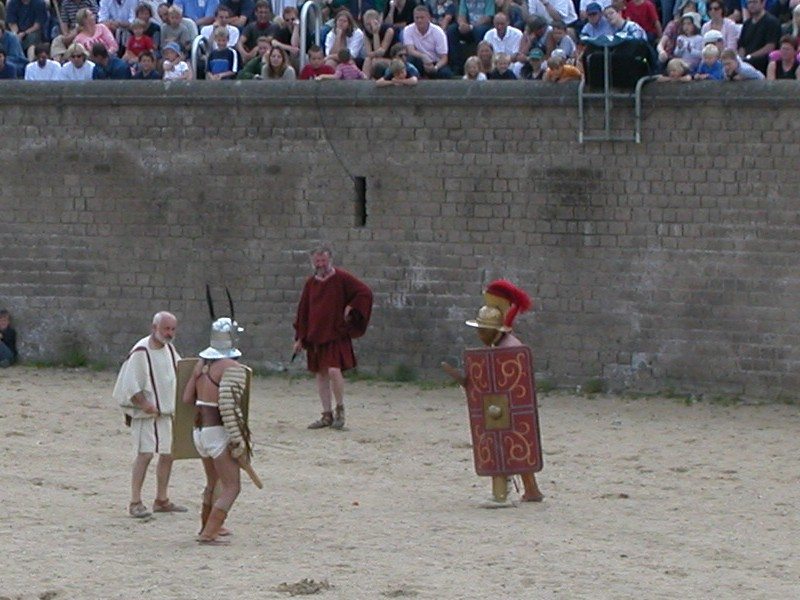
Schaukampf Summa Rudis (Schiedsrichter), Provocator gegen Murmillo, Römerfest in Xanten, 2003

### Samnit
Livius berichtet in seinem Werk Ab urbe condita, dass die mit den Römern verbündeten Campaner die bei ihren Gastmählern auftretenden Fechter mit den Waffen der besiegten Feinde, in diesem Fall der Samniten, ausstatteten. Laut Livius waren sie mit einem buschgeschmückten Helm galea cristata, einem hohen Schild und einer linken Beinschiene versehen. Die Bildlage zeigt jedoch diese Fechter, im Gegensatz zu vollständig ausgerüsteten samnitischen Kriegern, ohne Brustblech spongia und Tunika.  Der Samnit trat in seinen Kämpfen gegen alle anderen Gattungen von Gladiatoren und gegen andere Samniten an.

### Gallus
Über die Ausrüstung des unter dem Namen Gallier gallus kämpfenden Gladiators ist noch wenig bekannt. Man weiß zwar, wie gallische Krieger ausgerüstet waren, nur dürfte die Ausrüstung dieses Gladiators bald nur noch wenig mit der eines gallischen Kriegers gemein gehabt haben.

## Die Gattungen der Kaiserzeit
Augustus reformierte das Gladiatorenwesen, und so tauchen Gattungen wie Samnit und Gallier in der Kaiserzeit nicht mehr auf. Er übernahm aber auch ältere Gattungen wie Provocator, Thraex und Murmillo.

### Eques

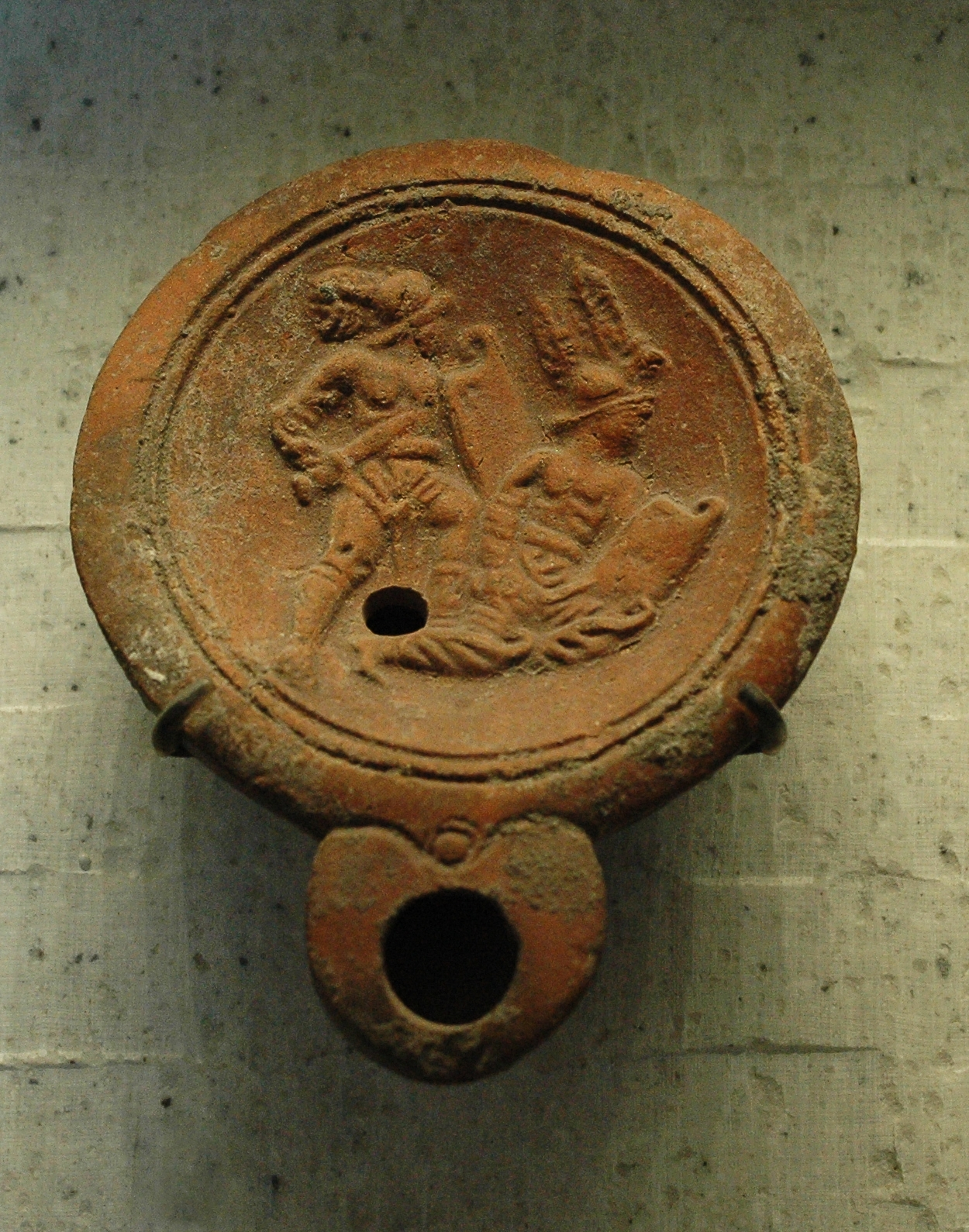
Murmillo gegen Thraex

Die equites eröffneten mit ihrem Kampf die Gladiatorenspiele. Sie waren mit einem Krempenhelm mit Visier, einem flachen Rundschild, einer Lanze und einem Kurzschwert gladius bewaffnet. Im Unterschied zu allen anderen Gladiatorengattungen, welche nur mit einem Lendenschurz subligaculum bekleidet waren, trugen sie Tuniken. Sie begannen den Kampf zu Pferd, stiegen dann ab und setzten ihn mit den Schwertern fort. Auf bildlichen Darstellungen sind sie zumeist in der Endphase des Kampfes dargestellt, also vom Pferd abgestiegen und zu Fuß mit Schwertern kämpfend.

### Murmillo
Der murmillo ist eine sehr alte Gladiatorengattung und schon im 1. Jahrhundert v. Chr. nachgewiesen, sein Ursprung ist jedoch unklar. Die Bewaffnung des Murmillo mit Kurzschwert gladius und großem, gewölbten Rechteckschild scutum gleicht der der Legionsinfanterie. Als Schutzkleidung hatte er einen Armschutz manica und eine bis kurz unter das Knie reichende Beinschiene nur am linken Bein. Er trug einen Helm mit Visier mit hohem, geraden Kamm, der zusätzlich mit bunten Federn geschmückt war und aussah wie ein Fisch (mormylos = kleiner Fisch). Er kämpfte gegen den Thraex.

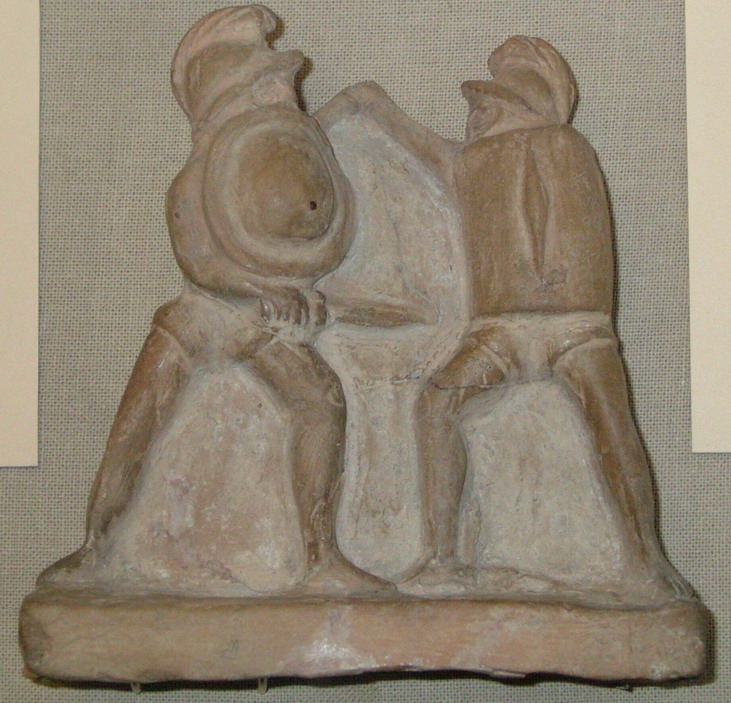
Hoplomachus gegen Thraex

### Thraex
Diese Art Kämpfer hatte eine Bewaffnung, die auf seinen thrakischen Ursprung hinweisen sollte. Der Thraex war mit einem Schwert mit gekrümmter Klinge sica bewaffnet, die es ermöglicht, einen Schild zu umgehen und dahinter zu stechen. Außerdem war er mit einem kleinen, gewölbten Rundschild parmula ausgestattet und trug einen Helm mit Visier, der von einem Helmkamm mit Greifenkopf gekrönt war. Als Schutzkleidung trug er am rechten Arm einen gesteppten Armschutz manica. An beiden Beinen trug er gesteppte Beinschützer, die weit über die Oberschenkel reichten. Darüber hatte er über das Knie reichende Beinschienen angelegt.

### Hoplomachus
Als Alternative zur Paarung Murmillo gegen Thraex gab es die Paarung Murmillo gegen Hoplomachus. Der Hoplomachus ähnelte in Bewaffnung und Schutzkleidung dem Thraex, außer dass er statt des kleinen gewölbten Rundschilds mit einer verkümmerten Form des griechischen Hoplitenrundschildes und mit einer Stoßlanze hasta gerüstet war. Für den Nahkampf besaß er zusätzlich einen Dolch. In Ausnahmen konnte er auch gegen den Thraex kämpfen.

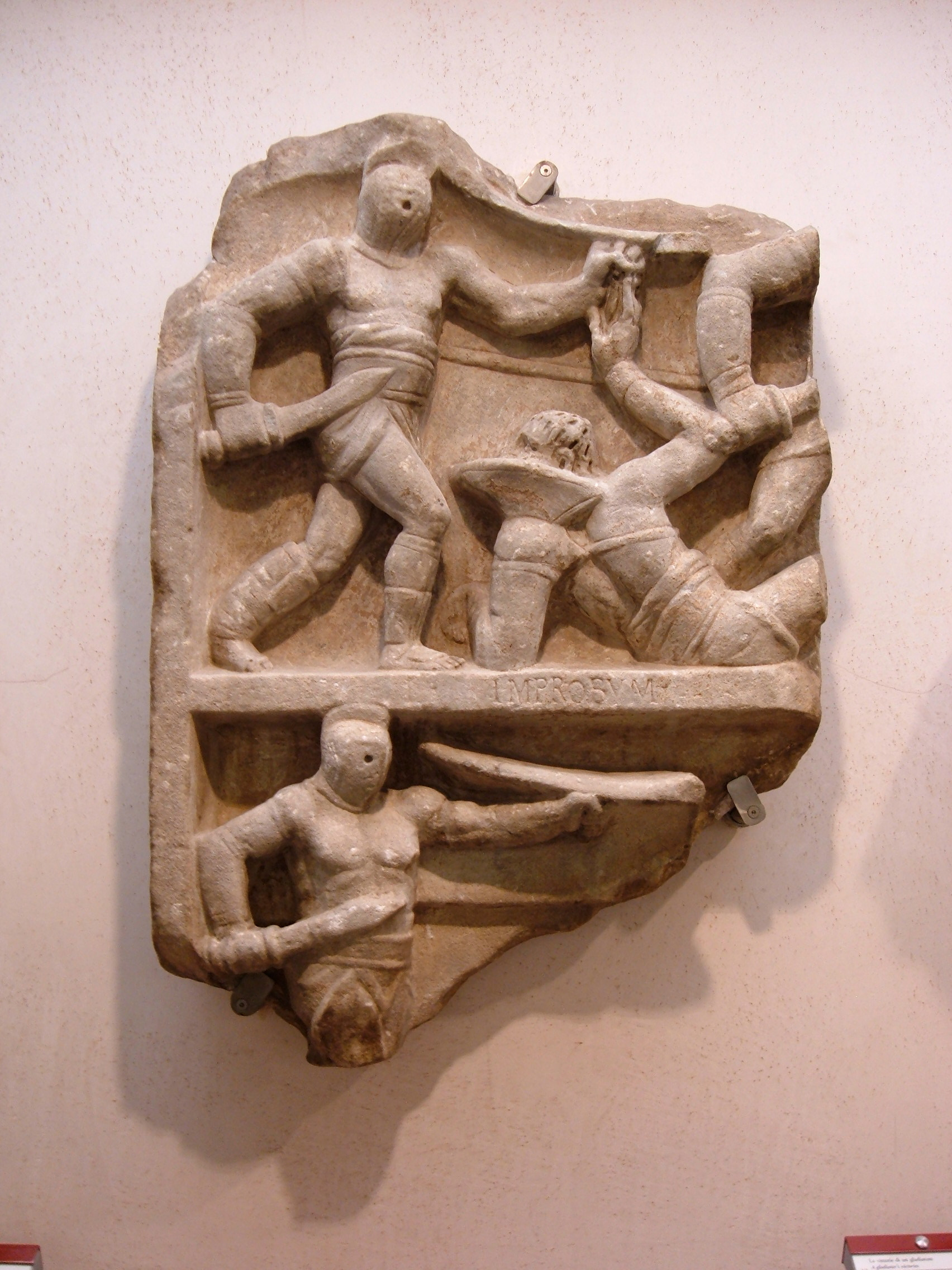
Secutor gegen Retiarius

### Retiarius
Der Retiarius war ein sehr ungewöhnlicher Gladiator und ist erst seit der Regierungszeit des Kaisers Caligula (37–41 n. Chr.) belegt. Seine außergewöhnliche Bewaffnung bestand aus einem Wurfnetz rete, einem Dolch und einem Dreizack tridens (auch fuscina genannt). Er hatte keinen Schild und trug auch keinen Helm. Als Schutzkleidung diente ihm der Schulterschirm galerus, der teils metallbeschlagene Gürtel balteus und eine Armschiene manica am linken Arm. Meist versuchte er, das Netz über seinen Gegner zu werfen. In der weiteren Entwicklung ab dem 3. Jh. n. Chr. verschwand das Netz zusehends und die Manica wurde mit Metallkettengeflecht oder-schuppen verstärkt. Sein Gegner war überwiegend der Secutor.

### Pontarius
Der Pontarius war eine Spielart des Retiarius. Er verteidigte eine kleine Brücke pons mit zwei rampenartigen Aufgängen. Auf jeder Seite griff ein Secutor an und versuchte, auf die Plattform zu kommen. Zusätzlich zu seiner üblichen Ausrüstung, dem Schulterschirm galerus und der Armschiene manica am linken Arm besaß der Pontarius einen großen Vorrat an Wurfgeschossen, vermutlich Steinkugeln.

### Secutor
Der Secutor (Verfolger) war ein auf den Kampf gegen den Retiarius spezialisierter Murmillo. Um dem Wurfnetz seines Gegners keinen Angriffspunkt zu bieten, trug er einen eiförmigen Helm, der nur sehr kleine Augenlöcher besaß. Der Helm stellte zwar eine starke Sichteinschränkung dar, schützte den Secutor jedoch davor, dass ihm der Retiarius die Augen ausstach. Seine Waffen waren Kurzschwert gladius sowie ein großer Rechteckschild scutum.

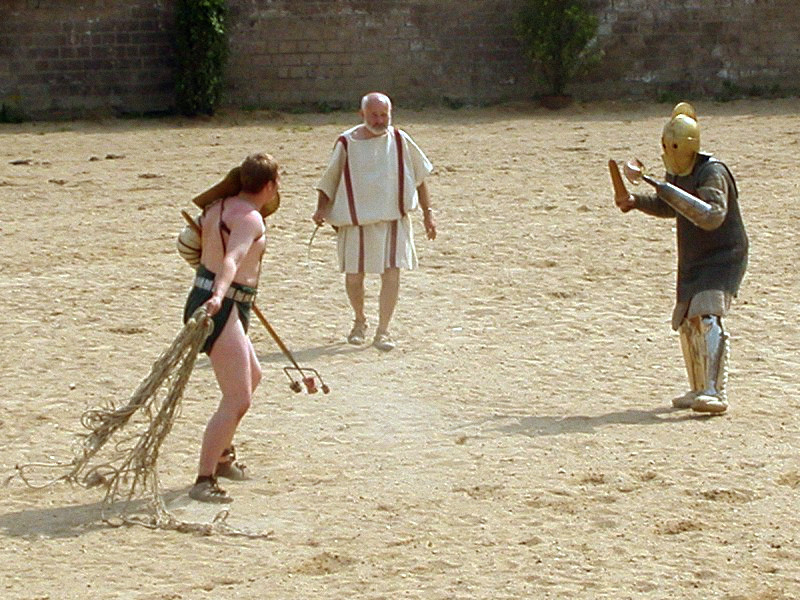
Retiarius gegen Scissor in einem Schaukampf, Römerfest in Xanten, 2003

### Scissor
Dieser seltene Gladiatorentyp konnte auch als Gegner des Retiarius antreten. Er hatte genau wie der Secutor einen eiförmigen Helm mit Augenlöchern, führte in seiner rechten Hand das Kurzschwert gladius, und der rechte Arm wurde auch von einer Armschiene manica geschützt. Das Besondere an dem Scissor war aber, dass er keinen Schild scutum hatte, sondern dass sein linker Arm in einer kegelstumpfförmigen Röhre steckte, die den ganzen Unterarm bedeckte. Am Ende dieser Röhre war ein kurzer Schaft mit einer wiegemesserförmigen Klinge angebracht. Mit dieser Waffe konnte er das Netz des Retiarius zerschneiden oder dessen Dreizack parieren. Ebenso konnte er seinen Gegner mit sichelndem Hieb nahezu aufschlitzen. Da er seinen Körper nicht durch einen Schild decken konnte, trug er ein knielanges Kettenhemd lorica hamata oder einen Schuppenpanzer lorica squamata.

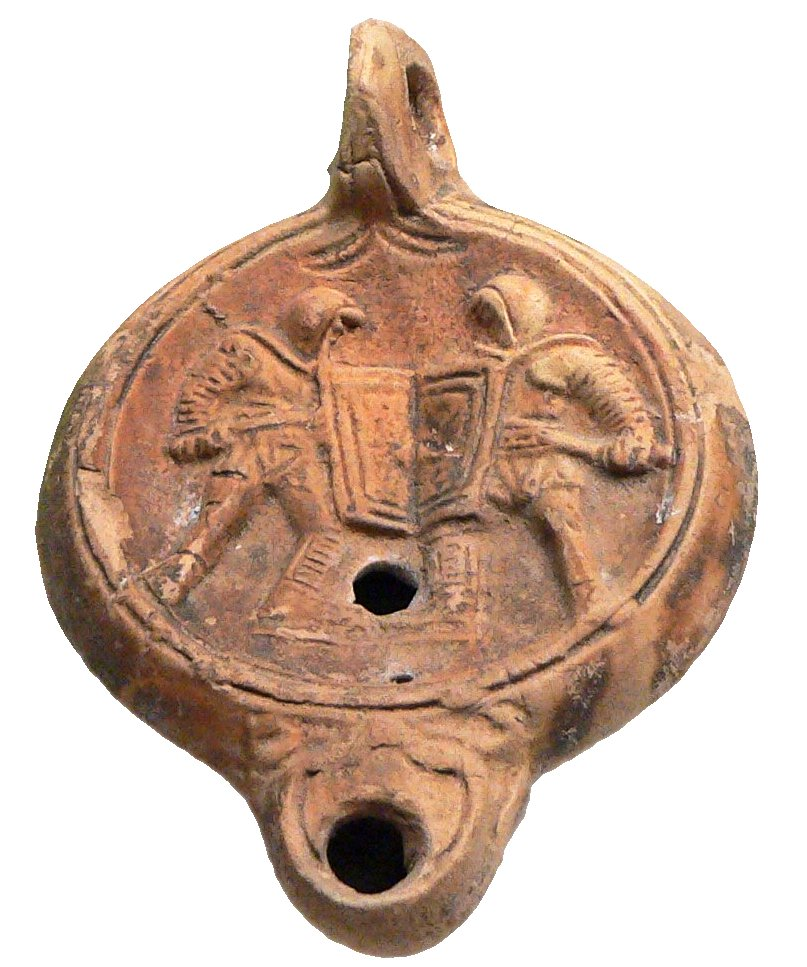
Zwei Provocatores auf einer Öllampe

### Provocator
Der Provocator (Herausforderer) ist seit der späten Republik bekannt und kämpfte, wie die Equites, immer gegen seinesgleichen. Im 1. Jahrhundert vor und 1. Jahrhundert nach Christus trug er einen Helm, der einem Legionärshelm ähnelte. Erst im 2./3. Jahrhundert hatte er einen Helm ohne Kamm, mit schräg abfallendem Nackenschirm und Visier. Er war mit einem mittelgroßen Rechteckschild scutum, einem latz- oder halbmondförmigem Brustblech pectorale und einem Kurzschwert gladius ausgerüstet. Als Schutz dienten ihm außerdem noch eine Beinschiene am linken Bein und am rechten Arm eine Armschiene manica.

### Gladiatrix
Es gab vereinzelt auch Frauen, die in der Arena gekämpft haben, wenn es auch kaum verbreitet war. In welcher Ausstattung sie kämpften, ist nur auf einem Relief aus Halikarnassos (bei Bodrum, Türkei) bildlich dargestellt. Sie könnten in allen Gattungen gekämpft haben, aber die beiden dargestellten Gladiatorinnen gladiatrices tragen die Ausrüstung von Provokatoren.

### Essedarius
Der Essedarius war eine weitere Gladiatorenart, die nur gegen ihresgleichen kämpfte. Der Name leitet sich von essedum, der Bezeichnung für einen keltischen Streitwagen her. Man nimmt an, dass die essedarii in ihren Ursprüngen den Kampf vom Streitwagen her eröffneten und dann, ähnlich wie die Equites, abstiegen und zu Fuß weiterkämpften. Der Essedarius war mit einer Armschiene manica am Schwertarm, einer Spatha, Gamaschen oder kurzen Bandagen an beiden Beinen ausgestattet. Außerdem trug er einen Helm, der in früherer Zeit einem Legionärshelm und später dem Secutor-Helm ähnelte.

## Weitere, unübliche Gattungen
Des Weiteren gab es Gladiatorengattungen, die seltener bezeugt sind.

### Dimachaerus
Der Dimachaerus kämpfte mit zwei Klingen, also Dolchen oder Schwertern wie dem Gladius, und trug einen gepolsterten Leibschutz, Bandagen am Dolcharm und an den Beinen, zuweilen auch Beinschienen, aber keinen Helm. Seine weitere Ausrüstung und Existenz ist nicht gesichert, da er nur auf zwei Inschriften bezeugt ist.
Zudem gibt es Hinweise darauf, dass es sich beim Dimachaerus möglicherweise um einen Subtypus verschiedener Gladiatorengattungen gehandelt haben könnte, deren einzige Gemeinsamkeit die beidhändige Bewaffnung darstellte.
Sein Name setzt sich aus den griechischen Wörtern für „Zwei“ (dio) und „Messer“ (machaera) zusammen.

### Sagittarius
Der Sagittarius (Bogenschütze) ist nur auf einem Relief in Florenz dargestellt, wo zwei gepanzerte und behelmte Bogenschützen sich in einer Arena unter Beschuss nehmen; ihre Waffe  für den Nahkampf war der Dolch.

### Andabates
Der Andabates wird von Cicero erwähnt und taucht in der Kaiserzeit nicht mehr auf. Unklar ist, ob es sich um eine eigene Gattung handelte oder ob es einfach nur Gladiatoren der üblichen Gattungen waren, deren Augen auf irgendeine Art und Weise verbunden waren, sei es durch eine Augenbinde oder durch einen Helm ohne Augenlöcher. Dieser Gladiator war sehr stark auf sein Gehör angewiesen, da ihm mögliche Reaktionen des Publikums oder Atemgeräusche Aufschluss über den Standort seines Gegners geben konnten.

### Laquearius
Der Laquearius (Lassokämpfer), der flüchtende Menschen mit einem Lasso einfing, wird nur von Isidor von Sevilla erwähnt. Dies deutet aber eher auf Arenabedienstete bei Hinrichtungen hin als auf Gladiatorenkämpfe.

### Paegniarius

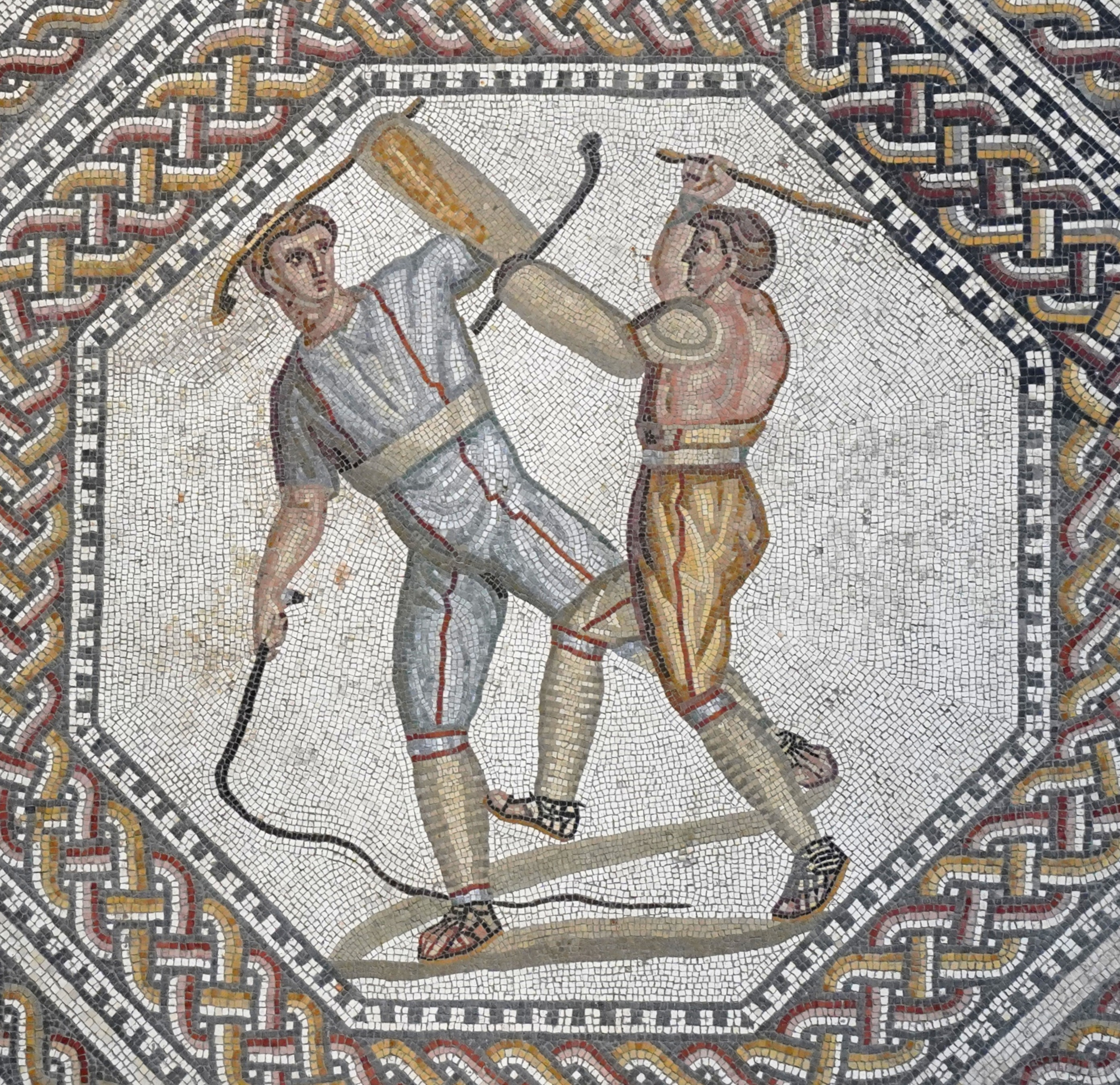
Paegniarii (?) auf dem Mosaik von Nennig

Über diese Gladiatorengattung ist wenig bekannt, auf Inschriften ist sie nur selten erwähnt. Der Paegniarius war nicht mit tödlichen Waffen ausgerüstet. Eine Szene auf einem Mosaik von Nennig wird häufig als Darstellung dieser Gladiatorengattung gedeutet. Die Kämpfer tragen dort eine Peitsche in der rechten Hand und ein am linken Arm angeschnalltes Holzbrett. Nach einer Schilderung bei Sueton ließ Kaiser Caligula Familienväter, die ein körperliches Gebrechen hatten, als Gladiatoren zur Unterhaltung in der Arena auftreten. Da es römische Darstellungen von kleinwüchsigen Gladiatoren aus unterschiedlichen Waffengattungen gibt, traten diese möglicherweise ebenfalls als Paegniarii mit stumpfen Waffen zur Unterhaltung in Erscheinung. Wahrscheinlich traten die Paegniarii bei den Vorkämpfen prolusio und bei Tierkämpfen auf.

### Veles
Der Veles war wiederum eine Gattung, dessen Erwähnung sich nur bei Isidor von Sevilla sowie auf einigen Inschriften mit der Abkürzung VEL findet. Der Name rührt von den am schlechtesten ausgerüsteten römischen Soldaten, velites (Plänkler) zur Zeit der punischen Kriege her, und man nimmt an, dass ihre Kampfweise diesem Soldatentyp entsprach.

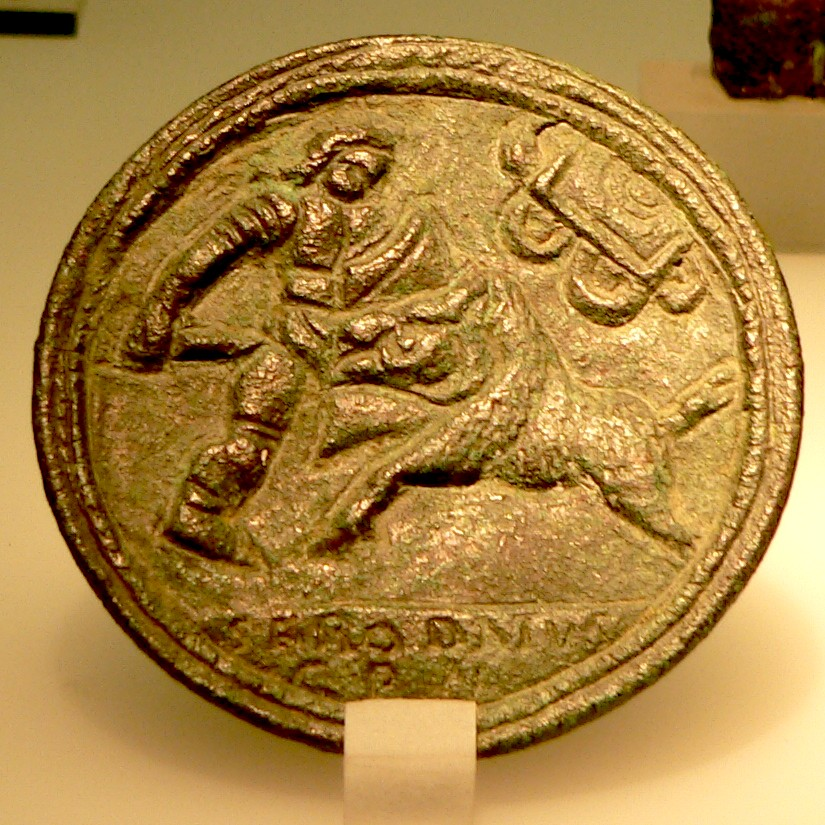
Venator im Kampf gegen ein Wildschwein

### Crupellarius
Der Crupellarius wird von Tacitus als gallischer Kämpfer erwähnt. Eine Bronzestatuette aus Frankreich könnte einen dieser vollgepanzerten Kämpfer darstellen.

### Scaeva
Der Scaeva war ein Gladiator, der als Linkshänder kämpfte. Er wurde als so wichtig erachtet, dass er extra aufgeführt wurde. Kaiser Commodus, der sich privat – nicht in der Arena – gerne als Gladiator betätigte, focht als secutor scaeva. Standen sich zwei Linkshänder gegenüber, wurde von einem linkshändigen Kampf pugna scaevata gesprochen.

### Bestiarius
Der Bestiarius war darauf spezialisiert, gegen wilde Tiere zu kämpfen. Er zählt aber nicht zu den eigentlichen Gladiatorengattungen.